# Damian Zimoń

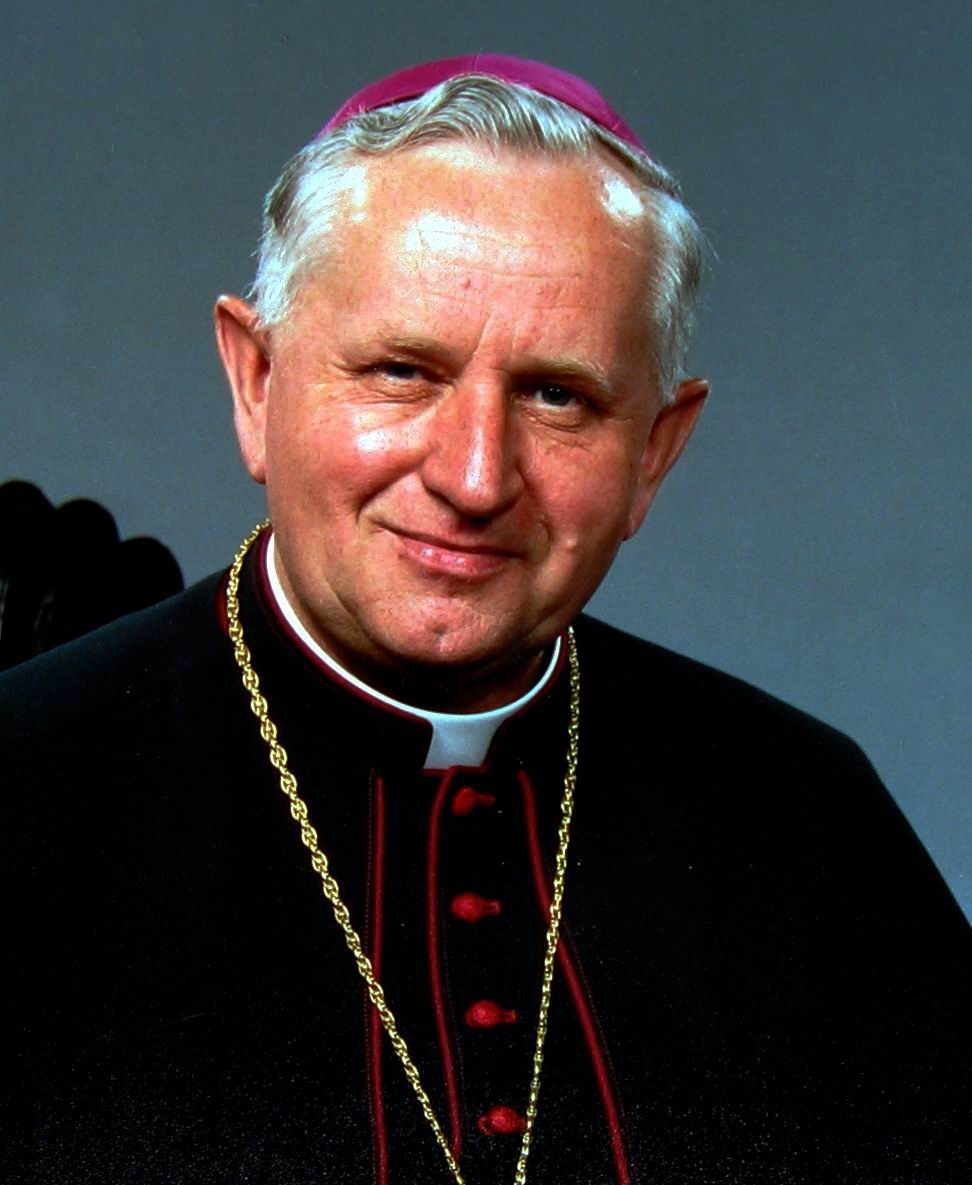
Damian Zimoń

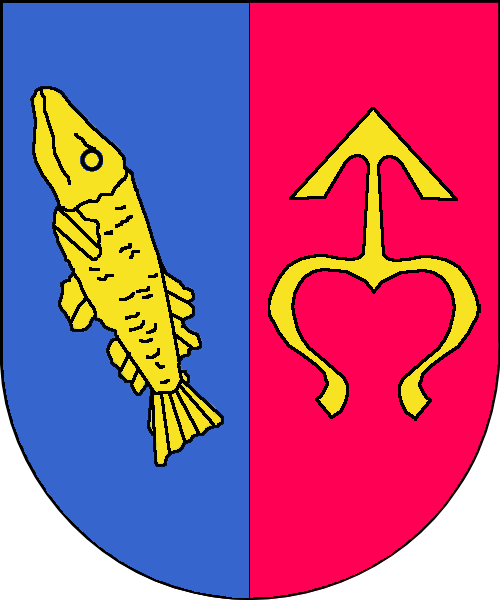
Bischofswappen

Damian Zimoń (* 25. Oktober 1934 in Niedobczyce, Polen) war von 1985 bis 2011 Bischof/Erzbischof von Kattowitz.

## Leben
Nach dem Eintritt ins Erzbischöfliche Priesterseminar in Krakau und dem Studium der Katholischen Theologie empfing Damian Zimoń am 21. Dezember 1957 das Sakrament der Priesterweihe. Anschließend war er zunächst Kaplan in Tychy und später in Pszów und Kattowitz. Von 1969 bis 1975 war er Subregens am Krakauer Priesterseminar und anschließend bis Propst an der Pfarrei St. Marien in Kattowitz. Von 1970 bis 1977 absolvierte er zudem ein Aufbaustudium in Pastoraltheologie an der Katholischen Universität Lublin sowie in historischer Liturgiewissenschaft an der Päpstlichen Theologischen Akademie in Krakau.
Am 3. Juni 1985 ernannte ihn Papst Johannes Paul II. zum Bischof von Kattowitz. Die Bischofsweihe spendete ihm der Erzbischof von Warschau Józef Kardinal Glemp am 29. November desselben Jahres in der Christkönigskathedrale Kattowitz.
Sein bischöflicher Wahlspruch Praedicamus crucifixum („Wir verkünden [Christus,] den Gekreuzigten“) entstammt dem 1. Korintherbrief (1 Kor 1,23 ).
Nach der Neustrukturierung der Katholischen Kirche in Polen durch die von Johannes Paul II. erlassene Apostolischen Konstitution Totus tuus Poloniae populus vom 25. März 1992 und der damit verbundenen Erhebung des Bistums Kattowitz zur Erzdiözese wurde Damian Zimoń zum ersten Erzbischof von Kattowitz und damit zum ersten Metropoliten der neugeschaffenen, gleichnamigen Kirchenprovinz bestellt.
Am 29. Oktober 2011 nahm Papst Benedikt XVI. Damian Zimoń Rücktrittsgesuch an und entband ihn aus Altersgründen von seinem Amt als Erzbischof von Kattowitz.